# Daïra d'El Abiodh Sidi Cheikh
La daïra d'El Abiodh Sidi Cheikh est une daïra d'Algérie située dans la wilaya d'El Bayadh et dont le chef-lieu est la ville éponyme de El Abiodh Sidi Cheikh.

## Localisation
La daïra est située au centre, au sud et à l'ouest de la wilaya d'El Bayadh.

## Communes
La daïra est composée de quatre communes : Aïn El Orak, Arbaouat, El Abiodh Sidi Cheikh et El Bnoud.